# Adria Transport
Die Adria Transport d.o.o. ist ein slowenisches Eisenbahnverkehrsunternehmen mit Sitz in Koper. Die Firma wickelt den Gütertransport mit der Eisenbahn in das Hinterland des Hafens Koper ab.

## Geschichte
Die Adria Transport wurde 2005 als Joint Venture durch die die Graz-Köflacher Bahn und Busbetrieb GmbH (GKB) und der Betreibergesellschaft des Hafens Koper (Luka Koper) gegründet, das Stammkapital betrug 900.000 Euro. Nach Erlangung aller benötigten Genehmigungen in Österreich und Slowenien sowie in Konkurrenz zu Intercontainer Austria (Rail Cargo Austria) wurde im August 2008 das operative Geschäft aufgenommen.

## Fahrzeugbestand
Zum Fahrzeugbestand gehören:

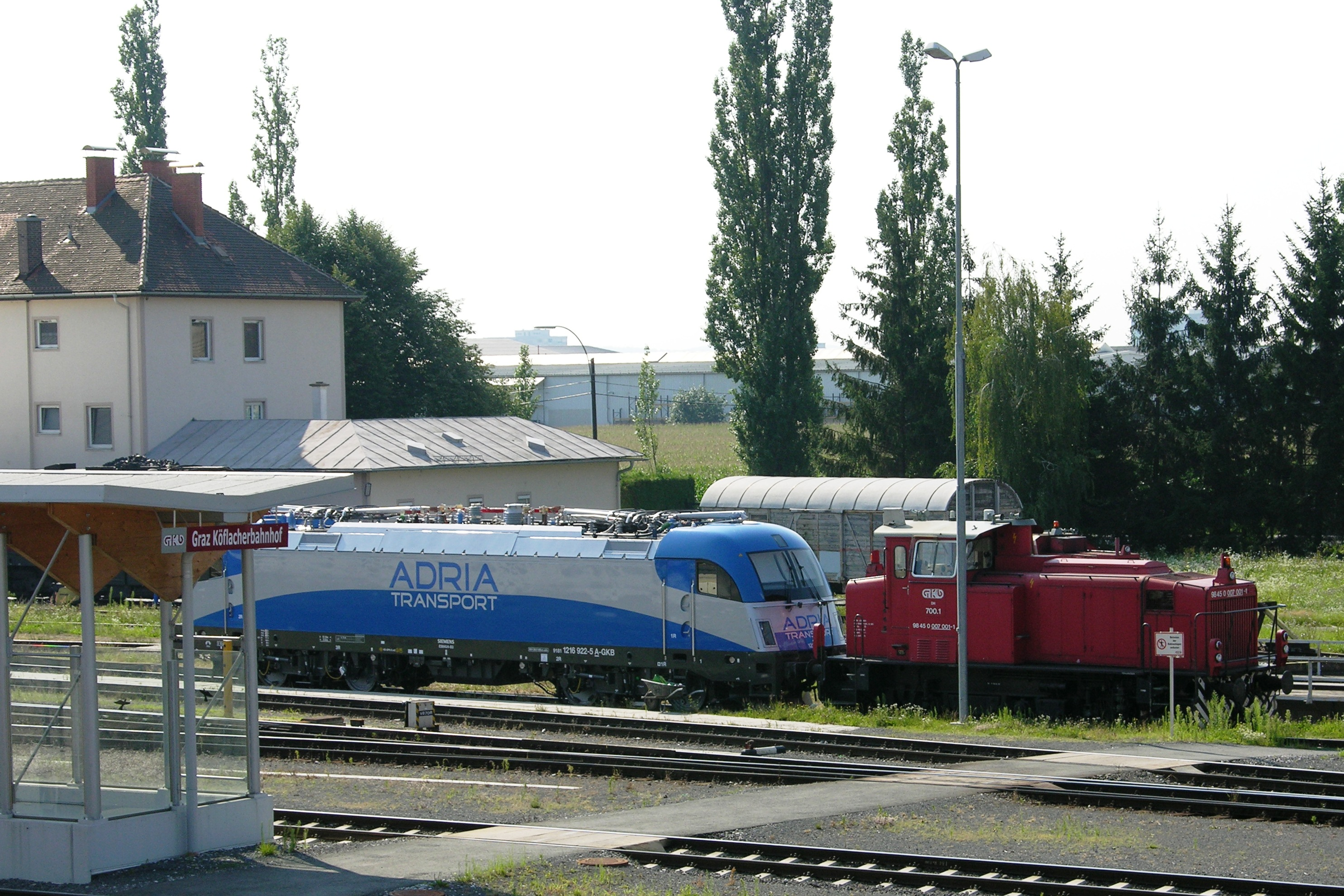
Die dritte Taurus der Adria Transport im Heimathafen Graz Köflacherbahnhof am 1. August 2008

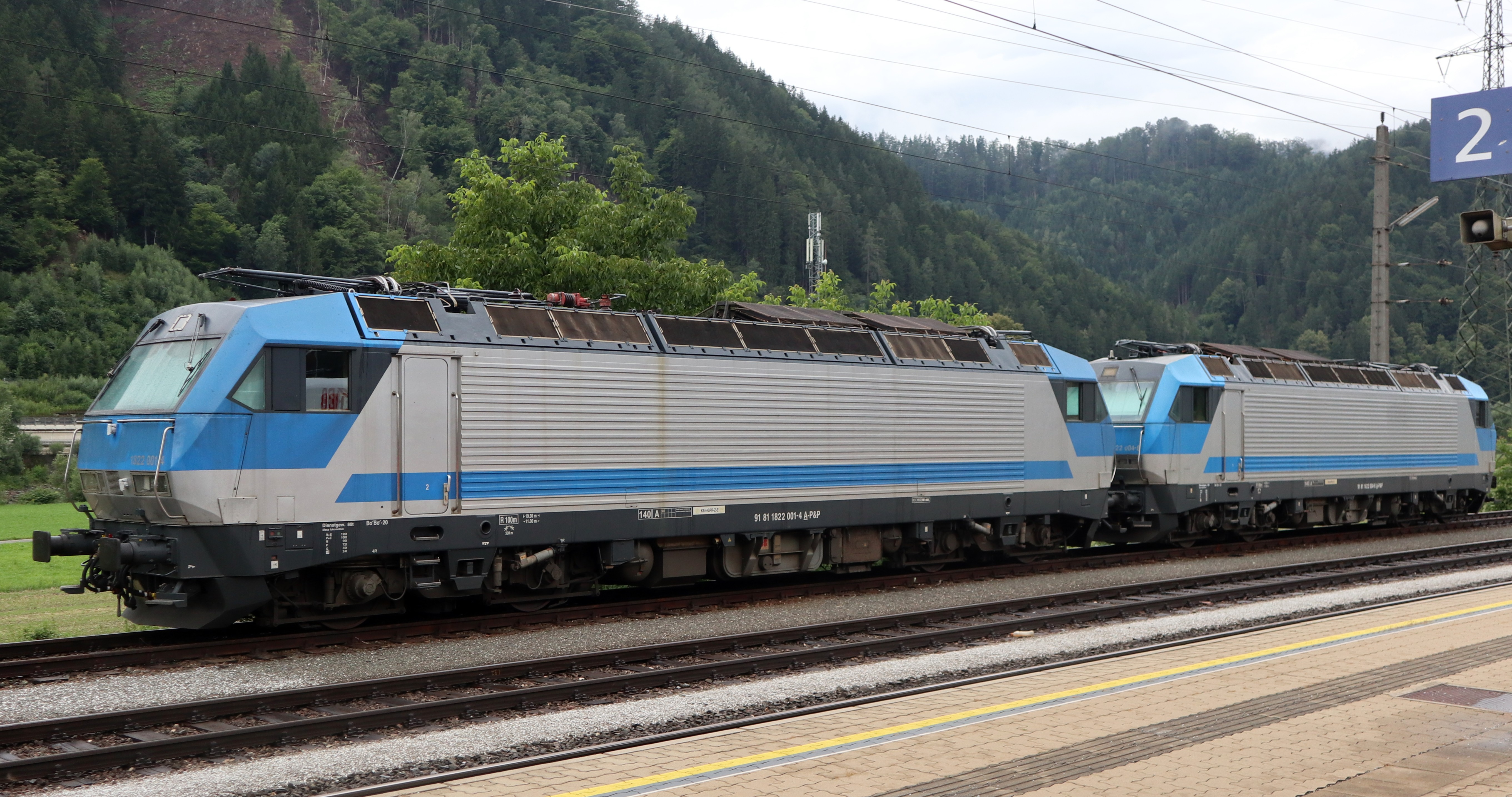
P&P 1822 001-4 und 1822 004-8, vermietet an Adria Transport, in Mixnitz-Bärenschützklamm am 8. August 2021

- drei Siemens ES64U4-B (Taurus 3 1216 920–922, Halterin LTE Logistik- und Transport GmbH, Graz) sowie
- seit Juli 2011 eine dieselelektrische Lokomotive Siemens Eurorunner (Hercules 2016 921, Halterin LTE), die neben anderen Vorteilen die auf der Strecke Koper–Prešnica–Divača[6] gegebene Stromversorgung nicht beansprucht, so dass mehr Züge auf der Strecke verkehren können.[7]
- Seit Sommer 2014 werden zur Bespannung von Güterzügen vom Hafen Koper nach Tschechien auf der Strecke Koper–Wien die zwei Lokomotiven der Reihe 1822.001 und 004 eingesetzt, die auf der Strecke Maribor–Spielfeld die Achslastbeschränkung von 20 t einhalten.[8][9] Lok 1822 003 diente bislang als Ersatzteilspender. Halterin aller drei Loks ist die P&P Eisenbahntechnik GmbH, Raaba, mit Halterkürzel PPE
- Am 10. Januar 2018 wurde die bis dahin von Siemens vermietete Lokomotive 193 822 an Adria Transport verkauft (Halterin LTE).[10]

## Leistungen
Die Adria Transport führt Güterzüge aus dem Hafen Koper ins Hinterland. Die ersten Transporte brachten in Koper gelöschtes Kerosin zum Flughafen Wien-Schwechat. Dieser Transportdienst wurde ab Oktober 2008 drei Mal pro Woche geleistet, ging aber 2010, nicht zuletzt wegen der Bedarfsminderungen im Flugverkehr wegen eines Vulkanausbruchs wieder verloren. Der innerslowenische Verkehr und die zwischen Koper und Arad eingeführte Verbindung konnten diesen Ausfall nur teilweise wettmachen. Eine weitere Verbindung von Koper über Wien nach Tschechien wird gelegentlich bedient.
Nach Angaben von Luka Koper bedient Adria Transport die Strecken Koper–Graz–Koper sowie Koper–Arad–Koper jeweils nach Bedarf.